# Campionati canadesi di sci alpino 2008
I Campionati canadesi di sci alpino 2008 si sono svolti a Le Relais, Mont-Sainte-Anne, Stoneham e Whistler dal 6 febbraio al 23 marzo. Il programma includeva gare di discesa libera, supergigante, slalom gigante, slalom speciale e supercombinata, tutte sia maschili sia femminili, ma la supercombinata femminile è stata annullata.
Trattandosi di competizioni valide anche ai fini del punteggio FIS, vi hanno partecipato anche sciatori di altre federazioni, senza che questo consentisse loro di concorrere al titolo nazionale canadese. 

## Risultati

### Uomini

#### Discesa libera
| Pos. | Atleta                 | Nazione     | Tempo   |
| ---- | ---------------------- | ----------- | ------- |
| 1    | John Kucera            | Canada      | 1:52,01 |
| 2    | Erik Guay              | Canada      | 1:52,64 |
| 3    | Manuel Osborne-Paradis | Canada      | 1:53,97 |
| 4    | Robbie Dixon           | Canada      | 1:54,13 |
| 5    | Jeffrey Frisch         | Canada      | 1:54,41 |
| 6    | Patrick Wright         | Canada      | 1:54,43 |
| 7    | Kevin Francis          | Stati Uniti | 1:54,58 |
| 8    | Craig Branch           | Australia   | 1:54,66 |
| 9    | Brady Leman            | Canada      | 1:55,28 |
| 10   | Finlay Mickel          | Regno Unito | 1:55,38 |

Data: 9 febbraio

Località: Whistler

#### Supergigante
| Pos. | Atleta          | Nazione     | Tempo   |
| ---- | --------------- | ----------- | ------- |
| 1    | John Kucera     | Canada      | 1:14,07 |
| 2    | Erik Guay       | Canada      | 1:14,09 |
| 3    | Craig Branch    | Australia   | 1:14,48 |
| 4    | Kevin Francis   | Stati Uniti | 1:14,57 |
| 5    | Robbie Dixon    | Canada      | 1:15,20 |
| 6    | Cam Brewington  | Canada      | 1:15,64 |
| 7    | Finlay Mickel   | Regno Unito | 1:16,09 |
| 8    | Jeffrey Frisch  | Canada      | 1:16,20 |
| 9    | Samuel Sweetser | Stati Uniti | 1:16,24 |
| 10   | Tyler Nella     | Canada      | 1:16,26 |

Data: 10 febbraio

Località: Whistler

#### Slalom gigante
| Pos. | Atleta            | Nazione     | Tempo   |
| ---- | ----------------- | ----------- | ------- |
| 1    | Erik Guay         | Canada      | 2:06,06 |
| 2    | Jean-Philippe Roy | Canada      | 2:06,52 |
| 3    | Julien Cousineau  | Canada      | 2:06,56 |
| 4    | John Kucera       | Canada      | 2:06,61 |
| 5    | François Bourque  | Canada      | 2:07,07 |
| 6    | Robbie Dixon      | Canada      | 2:08,08 |
| 7    | Tyler Nella       | Canada      | 2:08,19 |
| 8    | Scott Veenis      | Stati Uniti | 2:08,26 |
| 9    | Michael Janyk     | Canada      | 2:08,34 |
| 10   | Brady Leman       | Canada      | 2:08,36 |

Data: 21 marzo

Località: Stoneham

#### Slalom speciale
| Pos. | Atleta             | Nazione     | Tempo   |
| ---- | ------------------ | ----------- | ------- |
| 1    | Paul Stutz         | Canada      | 1:37,56 |
| 2    | Julien Cousineau   | Canada      | 1:37,99 |
| 3    | Scott Barrett      | Canada      | 1:38,13 |
| 4    | Ryan Semple        | Canada      | 1:38,16 |
| 5    | Trevor White       | Canada      | 1:38,77 |
| 6    | Patrick Biggs      | Canada      | 1:38,83 |
| 7    | Tague Thorson      | Stati Uniti | 1:39,62 |
| 8    | Michael Janyk      | Canada      | 1:39,91 |
| 9    | David Chodounsky   | Stati Uniti | 1:40,13 |
| 10   | Louis-Pierre Hélie | Canada      | 1:40,45 |

Data: 22 marzo

Località: Le Relais

#### Supercombinata
| Pos. | Atleta             | Nazione     | Tempo   |
| ---- | ------------------ | ----------- | ------- |
| 1    | John Kucera        | Canada      | 1:54,23 |
| 2    | Brady Leman        | Canada      | 1:55,53 |
| 3    | Kevin Francis      | Stati Uniti | 1:55,55 |
| 4    | Hunter Schleper    | Stati Uniti | 1:56,13 |
| 5    | Tyler Nella        | Canada      | 1:56,23 |
| 6    | Chris Frank        | Stati Uniti | 1:56,34 |
| 7    | Louis-Pierre Hélie | Canada      | 1:56,53 |
| 8    | Mathieu Routhier   | Canada      | 1:56,86 |
| 9    | Paul Atkinson      | Canada      | 1:57,05 |
| 10   | Erik Read          | Canada      | 1:57,16 |

Data: 10 febbraio

Località: Whistler

### Donne

#### Discesa libera
| Pos. | Atleta               | Nazione     | Tempo   |
| ---- | -------------------- | ----------- | ------- |
| 1    | Larisa Yurkiw        | Canada      | 1:29,18 |
| 2    | Émilie Desforges     | Canada      | 1:30,31 |
| 3    | Danielle Poleschuk   | Canada      | 1:30,32 |
| 4    | Alice McKennis       | Stati Uniti | 1:31,35 |
| 5    | Tess Davies          | Canada      | 1:31,69 |
| 6    | Marilou Morin-Perrin | Canada      | 1:31,95 |
| 7    | Brittany Phelan      | Canada      | 1:32,06 |
| 8    | Kelly McBroom        | Canada      | 1:32,17 |
| 9    | Ashley-Kate Durham   | Canada      | 1:32,39 |
| 10   | Georgia Simmerling   | Canada      | 1:32,41 |

Data: 8 febbraio

Località: Whistler

#### Supergigante
| Pos. | Atleta                 | Nazione     | Tempo   |
| ---- | ---------------------- | ----------- | ------- |
| 1    | Larisa Yurkiw          | Canada      | 1:22,55 |
| 2    | Marie-Pier Préfontaine | Canada      | 1:23,13 |
| 3    | Alice McKennis         | Stati Uniti | 1:23,52 |
| 4    | Erika Ghent            | Stati Uniti | 1:24,27 |
| 5    | Georgia Simmerling     | Canada      | 1:24,75 |
| 6    | Kelly McBroom          | Canada      | 1:25,37 |
| 7    | Jennifer Vanwagner     | Stati Uniti | 1:25,54 |
| 8    | Kate Ryley             | Canada      | 1:26,22 |
| 8    | Elli Terwiel           | Canada      | 1:26,22 |
| 10   | Ashley-Kate Durham     | Canada      | 1:26,38 |

Data: 11 febbraio

Località: Whistler

#### Slalom gigante
| Pos. | Atleta                 | Nazione     | Tempo   |
| ---- | ---------------------- | ----------- | ------- |
| 1    | Émilie Desforges       | Canada      | 2:21,41 |
| 2    | Britt Janyk            | Canada      | 2:22,16 |
| 3    | Marie-Pier Préfontaine | Canada      | 2:22,76 |
| 4    | Emily Brydon           | Canada      | 2:22,78 |
| 5    | Emi Hasegawa           | Giappone    | 2:23,01 |
| 6    | Laurenne Ross          | Stati Uniti | 2:23,71 |
| 7    | Erin Mielzynski        | Canada      | 2:23,88 |
| 8    | Kate Ryley             | Stati Uniti | 2:23,95 |
| 9    | Emiko Kiyosawa         | Giappone    | 2:24,32 |
| 10   | Kelly McBroom          | Canada      | 2:24,50 |

Data: 21 marzo

Località: Mont-Sainte-Anne

#### Slalom speciale
| Pos. | Atleta                 | Nazione     | Tempo   |
| ---- | ---------------------- | ----------- | ------- |
| 1    | Shona Rubens           | Canada      | 1:44,25 |
| 2    | Ève Routhier           | Canada      | 1:45,48 |
| 3    | Megan Ryley            | Canada      | 1:45,72 |
| 4    | Sterling Grant         | Stati Uniti | 1:45,83 |
| 5    | Emi Hasegawa           | Giappone    | 1:46,82 |
| 6    | Marie-Pier Préfontaine | Canada      | 1:47,13 |
| 7    | Erin Mielzynski        | Canada      | 1:47,14 |
| 8    | Catherine Blanchard    | Canada      | 1:47,81 |
| 9    | Juri Takishita         | Giappone    | 1:48,14 |
| 10   | Valerie Kechian        | Stati Uniti | 1:48,31 |

Data: 23 marzo

Località: Le Relais

#### Supercombinata
La gara, originariamente in programma l'11 febbraio a Whistler, è stata annullata.